# Ciplovke
Ciplovke (Mugiliformes) su red riba u razredu zrakoperki (Actinopterygii) kojoj pripada jedino porodica cipala ili Mugilidae, tropskih riba koje nastanjuju slatku, slanu i bočatu vodu pred istočnom obalom Afrike (Madagaskar) i Antilske Amerike
Ove ribe narastu maksimalno do 90 centimetara a među njima Liza abu živi samo u slatkoj vodi i estuarijima. usta su im srednje veličine, bezube su, ili mili mogu imati malene zube. Odlikuju se i iznimon dugim crijevima; kralježaka imaju 24 - 26.
- Cestraeus plicatilis
- Chaenomugil proboscideus
- Chelon bispinosus